# Microconomma armatipes
Microconomma armatipes – gatunek kosarza z podrzędu Laniatores i rodziny Samoidae. Jedyny znany przedstawiciel monotypowego rodzaju Microconomma.

## Występowanie
Gatunek wykazany z Kamerunu.